# Saint-Martin-aux-Arbres
Saint-Martin-aux-Arbres is een gemeente in het Franse departement Seine-Maritime (regio Normandië) en telt 283 inwoners (1999). De plaats maakt deel uit van het arrondissement Rouen.

## Geografie
De oppervlakte van Saint-Martin-aux-Arbres bedraagt 5,1 km², de bevolkingsdichtheid is 55,5 inwoners per km².
De onderstaande kaart toont de ligging van Saint-Martin-aux-Arbres met de belangrijkste infrastructuur en aangrenzende gemeenten.

## Demografie
Onderstaande figuur toont het verloop van het inwonertal (bron: INSEE-tellingen).